# Office de Radiodiffusion et Télévision du Niger
Der Office de Radiodiffusion et Télévision du Niger (ORTN) ist die staatliche Rundfunkanstalt Nigers.
Der ORTN betreibt das Radioprogramm Voix du Sahel und die Fernsehprogramme Télé Sahel und Tal TV. Das Unternehmen wurde 1967 gegründet und hat seinen Sitz in der Hauptstadt Niamey. Bis zur Marktliberalisierung im Jahr 1993 hatte der ORTN das Rundfunkmonopol im Land inne.

## Unternehmensstruktur und Finanzierung
| 1978–1981 | Marcel Inné             |
| 1981–1984 | Moctar Diallo           |
| 1984–1985 | Hama Amadou             |
| 1985–1986 | Djibril Hima            |
| 1986–1987 | Djibril Anounou         |
| 1987–1991 | Abdou Souley            |
| 1991–1994 | Adamou Mahamane         |
| 1994–1995 | Boureima Magagi         |
| 1995–1996 | Zoudi Issouf            |
| 1996–1997 | Maitourare Abdou Saleye |
| 1997–1999 | Boureima Magagi         |
| 1999–2000 | André Zodi              |
| 2000–2003 | Hassane Saley           |
| 2003–2006 | Mahamadou Adamou        |
| 2006–2010 | Amadou Harouna Yayé     |
| 2010–2011 | Idrissa Moumouni        |
| seit 2011 | Loïc Crespin            |

Der ORTN hat die Rechtsform eines établissement public à caractère industriel et commercial (EPIC). Das Unternehmen untersteht dem Kommunikationsministerium. Die Regierung kann den allgemeinen Betrieb durch Verordnungen regeln. In finanziellen Belangen agiert die Rundfunkanstalt autonom. Die Verwaltung des ORTN obliegt einem Verwaltungsrat. An der Spitze des Unternehmens steht ein Generaldirektor, dem mehrere Direktionen untergeordnet sind. Seit 26. Juli 2011 ist Loïc Crespin Generaldirektor des ORTN. Die Rundfunkanstalt beschäftigt mehr als 400 Angestellte. Im Jahr 2000 waren 172 der 410 Angestellten Staatsbedienstete, 260 waren Hilfskräfte, hinzukamen über 200 externe Mitarbeiter.
Das Jahresbudget des ORTN beläuft sich auf durchschnittlich 1.216.000.000 CFA-Franc. Die Einnahmen setzen sich zu 52 % aus staatlichen Subventionen, zu 18 % aus Rundfunkbeiträgen und zu 30 % aus Eigeneinnahmen zusammen. Die Rundfunkbeiträge werden über die Rechnungen aller Kunden des staatlichen Stromversorgers NIGELEC eingehoben. Die Eigeneinnahmen erwirtschaftet der ORTN unter anderem durch Fernsehwerbung und Geräteverleih. Die staatliche Rundfunkanstalt gilt als chronisch unterfinanziert, was die Aufrechterhaltung des täglichen Betriebs als schwierig und notwendige Investitionen oft als unmöglich gestaltet. Beispielsweise belief sich das Budgetdefizit im Jahr 1999 auf 16 %.

## Geschichte

### 1950er Jahre
Frankreich unterhielt in den 1950er Jahren in seinen Überseegebieten mehrere Hörfunkprogramme, die von der Société de Radiodiffusion de la France d’Outre-Mer (SORAFOM) betrieben wurden. In Nigers Hauptstadt Niamey errichtete die SORAFOM im Sommer 1958 ein Radiostudio mit Sendeanlage. Nach einem Probebetrieb Mitte September 1958 ging Radio Niger am 6. Oktober 1958 offiziell auf Sendung. Zu hören waren eine in Ayérou aufgezeichnete Zarma-Erzählung und von Jean Rouch aufgenommene traditionelle Musik.
Der erste Direktor von Radio Niger war Pierre Noël. Während der ersten Jahre oblag die Leitung des Senders französischen Auswanderern. Angesichts der wenig ausgebauten Verkehrsinfrastruktur und des erst in Ansätzen vorhandenen Telefonnetzes spielte das Radio eine wichtige Rolle bei der Kommunikation der staatlichen Verwaltung mit der Bevölkerung.

### 1960er Jahre
Das erste Regionalstudio von Radio Niger eröffnete im Mai 1960 in der Stadt Zinder. Nach der Unabhängigkeitserklärung Nigers am 3. Oktober 1960 wurde die SORAFOM in den Office de Coopération Radiophonique (OCORA) umgewandelt, der, als französisches öffentliches Unternehmen, Radio France Internationale unterstand. In den 1960er Jahren wurden nach und nach landesweit Umsetzer errichtet: in N’Guigmi, Zinder, Maïné-Soroa, Gouré und Ingall, dann in Téra, Tillabéri und Gaya. Die Republik Niger begann im Jahr 1964 ein international vielbeachtetes Fernseh-Experiment, als sie mit finanzieller Unterstützung Frankreichs Schulfernsehen zu produzieren begann. Das Schulfernsehen erreichte zunächst etwa zwanzig Schulen in den Städten Niamey und Dosso. Bis in die 1970er Jahre stieg die Anzahl der beteiligten Schulen auf 120 an.
Der OCORA übertrug im Januar 1967 Radio Niger an den nigrischen Staat. Dies führte am 11. Februar 1967 zur Gründung des Office de Radiodiffusion et Télévision du Niger, der das Rundfunkmonopol in Niger innehatte. Der erste Vorsitzende des ORTN-Verwaltungsrats war Boubou Hama, der Präsident der Nationalversammlung. Der ORTN erfuhr weiterhin Unterstützung seitens des OCORA, ferner von ausländischen Botschaften und Sendeanstalten wie der BBC, der NHK, Kol Israel und der Deutschen Welle.

### 1970er Jahre
1971 erhielt der ORTN Budgethilfe aus dem französischen Entwicklungshilfefonds, um ein neues Hörfunk-Sendezentrum in Niamey zu erbauen. Radio Niger konnte nun auf Kanal 1 im Osten des Landes auf Französisch, Zarma, Fulfulde und Tamascheq sowie auf Kanal 2 im Westen des Landes auf Französisch, Hausa, Kanuri und Tubu senden.
Die Erste Republik unter Staatspräsident Hamani Diori endete am 15. April 1974 durch einen Militärputsch. Seyni Kountché wurde neuer Staatschef. Radio Niger wurde noch 1974 in Voix du Sahel („Stimme des Sahel“) umbenannt. Für Voix du Sahel wurden in den urbanen Zentren alljährlich neue Regionalstudios errichtet: 1976 in Agadez, 1977 in Tahoua, 1978 in Maradi, 1979 in Dosso und 1980 in Diffa. Staatschef Kountché erneuerte die Struktur der Unternehmensführung und bestimmte am 6. November 1978 Marcel Inné zum ersten Generaldirektor des ORTN. Inné hatte zuvor ab 1974 das Schulfernsehen geleitet.
Das Schulfernsehen war 1977 wegen zu hoher Kosten eingestellt worden. Der ORTN nutzte dessen Infrastruktur weiter, um ein Fernsehprogramm für ein Massenpublikum zu entwickeln. Für die Konzeption und Umsetzung war Abdoua Kanta verantwortlich. Ein diesbezüglicher Testlauf, der erfolgreich verlief, war eine Übertragung von der Fußball-Weltmeisterschaft 1978 in Argentinien. Am 7. April 1979 nahm das Fernsehprogramm Télé Sahel seinen regulären Betrieb auf. Der erste Chefredakteur war Harouna Niandou. Als ORTN-Fernsehdirektor war bis 1981 Maman Sambo Sidikou tätig. Gesendet wurde zunächst nur vier Tage in der Woche. Farbfernsehen konnte anfangs nur über die adaptierten Schulfernsehen-Anlagen in Niamey und Dosso empfangen werden. Weitere Sendeanlagen befanden sich in den Städten Birni-N’Konni, Maradi, Zinder und Tahoua.
Erstmals 1979 wurden Theateraufführungen auf Hausa und Zarma im Fernsehen übertragen. Im Hörfunk war dies bereits seit 1962 üblich gewesen. Die Sendereihe L’heure du théâtre populaire (Die Stunde des populären Theaters), die jeden Sonntag zu sehen war, wurde eine der meistgesehenen des ORTN. Die Rundfunkanstalt hatte schon früh zwei hauseigene Theatertruppen eingerichtet, eine in Niamey und eine in Zinder. Zu den populärsten Mitwirkenden der ORTN-Ensembles zählten Hima Adamou und Hadjia Délou. Auch andere Theatertruppen wurden durch regelmäßige Fernsehübertragungen berühmt, allen voran die Truppe des Centre Culturel Oumarou Ganda mit Yazi Dogo und Oumarou Neïno.

### 1980er Jahre
Akoli Daouel, der Programmdirektor von Voix du Sahel, wechselte 1981 an die Spitze von Télé Sahel. Noch im selben Jahr gingen fünf weitere Sendeanlagen für Télé Sahel in Diffa, Agadez, Arlit, Ingall und Gaya in Betrieb. Mit Ende 1982 befanden sich 80 % des Landes im Empfangsgebiet von Télé Sahel. Die technische Infrastruktur für die Sendungsproduktion wurde weiter verbessert. In der ersten Hälfte der 1980er Jahre produzierte das nigrische Fernsehen, neben der umfangreichen Berichterstattung von öffentlichen Ereignissen, eigene Dokumentar- und Spielfilme. Auch Farbfernsehen wurde allgemein zum Standard. Akoli Daouel verließ das Unternehmen 1985. Als nationaler Direktor von Voix du Sahel wirkte von 1983 bis 1985 Abdoulaye Khamed.
Als Generaldirektor des ORTN war von 1984 bis 1985 der spätere Premierminister Hama Amadou tätig. Ein mit finanzieller Unterstützung aus Deutschland erbautes neues Hörfunk-Hauptstudio, die Maison de la radio in Niamey, wurde 1984 eröffnet. 1988 wechselte Télé Sahel zu täglichen Ausstrahlungen. In den folgenden Jahren wurden auch die Empfangsmöglichkeiten von Voix du Sahel verbessert, indem neue Umsetzer in Agadez, Bilma, Diffa, N’Guigmi, Tahoua, Tchintabaraden, Zinder, Dogondoutchi, Birni-N’Konni, Madaoua und Tessaoua errichtet wurden.

### 1990er Jahre
Das ORTN-Management sah sich in den 1990er Jahren mit schwerwiegenden Finanzierungsproblemen konfrontiert. Die staatlichen Subventionen sanken von rund 850.000.000 CFA-Franc in den Jahren 1991 und 1992 auf 700.000.000 CFA-Franc im Jahr 1999. Die Eigenproduktionen des Fernsehens beschränkten sich bald auf ohne großen Aufwand hergestellte Reportagen von Veranstaltungen. Die Partnerschaften mit ausländischen Fernsehanstalten gewannen an Bedeutung, in Bezug auf Bildungs- und Unterhaltungsprogramme vor allem mit dem Sender Canal France International  von France Télévisions, der öffentlich-rechtlichen Fernsehanstalt Frankreichs.
Die Demokratiebewegung in Niger, die mit dem Verfassungsreferendum von 1992 den Übergang des Landes zu einem Mehrparteiensystem verwirklichte, bewirkte auch ein Ende des Rundfunkmonopols des ORTN. Es wurden mehrere private Radiosender gegründet, die zunächst nur in Niamey und Umgebung und bald im ganzen Land sendeten.

### 2000er Jahre und später
Im April 2000 kam es zu einer vollständigen Liberalisierung des Rundfunksektors, infolge derer sich mehrere private Fernsehanstalten in Niger etablierten. Der ORTN reagierte auf diese Entwicklung mit der Schaffung eines zweiten Fernsehprogramms: Tal TV sendet seit dem Jahr 2001. In den Conseil de Presse („Presserat“) entsendet der ORTN seit dessen Gründung im März 2007 zwei der sieben Mitglieder. Diese Selbstregulierungsinstitution der nigrischen Medien stellt es sich zur Aufgabe, die medienethische Standards zu überwachen, und ist für das Ausstellen von Presseausweisen verantwortlich.

## Radio- und Fernsehprogramme

### Voix du Sahel
Das Hörfunkprogramm des ORTN wurde 1958 als Radio Niger gegründet und trägt seit 1974 den Namen Voix du Sahel. Es ist auf 93,3 MHz UKW und 9705 kHz KW zu empfangen. Es gibt Sendungen in der Amtssprache französisch und in den Nationalsprachen Nigers, die sich unter anderem aktuellen Nachrichten, medizinischen und religiösen Themen widmen. Das tägliche Programm beginnt um 5 Uhr 55 mit der Nationalhymne Nigers und endet um Mitternacht, nur sonntags um 23 Uhr. Voix du Sahel arbeitet mit internationalen Hilfsorganisationen wie der UNICEF zusammen, die sich über den Sender an die Bevölkerung wenden können.

### Télé Sahel
Das ORTN-Fernsehprogramm Télé Sahel besteht seit dem Jahr 1979 und geht auf das 1964 erstmals ausgestrahlte Schulfernsehen zurück. Eine von einem Chefredakteur geleitete Programmabteilung ist dafür zuständig, dass Programme in der Amtssprache und in den Nationalsprachen produziert werden. Für beide Bereiche gibt es eigene Büros. Eine gesonderte Informationsabteilung ist für Informationssendungen verantwortlich. Ihr steht ebenfalls ein Chefredakteur vor. Sie besteht aus vier Büros: für Informationen auf Französisch und in den Nationalsprachen, die jeweils von einem stellvertretenden Chefredakteur geleitet werden, sowie aus einem Büro für Sport und einem Sekretariat. Télé Sahel sendet in der Regel täglich von Mittag bis etwa Mitternacht, nur samstags und sonntags bereits ab 10 Uhr vormittags.

### Tal TV
Das zweite ORTN-Fernsehprogramm Tal TV ging 2001 erstmals auf Sendung. Während Télé Sahel den Bereich der offiziellen Informationssendungen abdeckt, liegen die Schwerpunkte von Tal TV auf Bildung und Unterhaltung. Bei Tal TV kommt die Technologie des Digitalfernsehens zum Einsatz, das Programm ist jedoch nur in und um die Hauptstadt Niamey zu empfangen. Das Programm ist nach der Wüste Tal benannt.

## Politische Einflussnahme
Trotz seiner Unternehmensform als öffentliches Unternehmen war der ORTN seit seinem Bestehen politischer Einflussnahme ausgesetzt. Die Regierungen nutzten den Rundfunk stets als Propagandainstrument. Im Januar 2013 reichte der Oppositionsführer Seini Oumarou (MNSD-Nassara) eine offizielle Beschwerde ein, der zufolge die Oppositionsparteien „systematisch Opfer diskriminierender Maßnahmen“ bezüglich der Berichterstattung im ORTN seien. Der seit August 2013 amtierende Kommunikationsminister Yahouza Sadissou (RSD-Gaskiya) kündigte an, den ORTN reformieren zu wollen.